# Сфорцин (Тревизо)
Сфорцин је насеље у Италији у округу Тревизо, региону Венето.
Према процени из 2011. у насељу је живело 131 становника. Насеље се налази на надморској висини од 1 м.